# 中山路 (沙市)
沙市中山路，民國時期稱沙市中山大馬路位于湖北省沙市市（今屬於荊州市沙市區），全长1620米，紧邻长江大堤，为东西走向。

## 特点
建成于民国廿三年四月（1934年6月），原称为沙市中山马路。由于紧邻长江码头，初期变成为一个繁忙的商品商贩聚集地。在中山路西段还存有江浙会馆等一批老建筑。原街上还有天主教堂、邮局、医院、百货大楼等建筑。1980年之后，商业中心逐渐转移向北京路。2000年，荆州市政府将整个中山路规划为商业步行街，全程630米，建筑面积46000平方米，是荆州市区最大的商业步行街。但由于其人气不足，夹杂粉饰建筑，引发一系列房地产诈骗纠纷，市民均对政府这一决策表示不满。